# ICD-10 Kapitel XVI - Visse sygdomme, der opstår i perinatalperiode
ICD-10 Kapitel XVI – Visse sygdomme, der opstår i perinatalperiode er det sekstende kapitel i ICD-10 kodelisten. Kapitlet indeholder sygdomme, der opstår i perinatalperiode.
| Kapitel XVI – Visse sygdomme, der opstår i perinatalperiode (P00-P96)                                   |
| P00-P04 - Følger for nyfødt som følge af tilstand hos moder og komplikationer til svangerskab og fødsel |
| --- |
| P00 - Følger for nyfødt som følge af forhold hos moder uden forbindelse med det aktuelle svangerskab    |
| P01 - Følger for nyfødt som følge af komplikationer til det aktuelle svangerskab                        |
| P02 - Følger for nyfødt forårsaget af abnormitet ved placenta, navlestreng og fosterhinder              |
| P03 - Følger for nyfødt ved andre fødselskomplikationer                                                 |
| P04 - Følger for nyfødt ved toksiske stoffer overført gennem placenta eller modermælk                   |
| P05-P08 - Tilstande hos foster og nyfødt relateret til svangerskabsvarighed og fostervækst              |
| P05 - Langsom vækst og underernæring af fosteret                                                        |
| P07 - Tilstande hos nyfødt ved tidlig fødsel og lav vægt IKA                                            |
| P08 - Tilstande hos nyfødt ved forlænget svangskab og høj fødselsvægt                                   |
| P10-P15 - Fødselslæsioner                                                                               |
| P10 - Fødselslæsioner med intrakranielle skader og blødninger                                           |
| P11 - Andre fødselslæsioner i centralnervesystemet                                                      |
| P12 - Fødselslæsioner af skalp                                                                          |
| P13 - Fødselslæsioner af skelettet                                                                      |
| P14 - Fødselslæsioner af det perifere nervesystem                                                       |
| P15 - Andre fødselslæsioner                                                                             |
| P20-P29 - Sygdomme i åndedræts- og kredsløbsorganer, der er specifikke for perinatalperioden            |
| P20 - Iltmangel hos foster                                                                              |
| P21 - Iltmangel ved fødsel                                                                              |
| P22 - Respiratorisk distress hos nyfødt                                                                 |
| P23 - Medfødt lungebetændelse                                                                           |
| P24 - Tilstande hos nyfødt forårsaget af aspiration                                                     |
| P25 - Interstitielt emfysem og beslægtede tilstande opstået i perinatalperioden                         |
| P26 - Blødning i lungerne opstået i perinatalperioden                                                   |
| P27 - Kroniske luftvejssygdomme opstået i perinatalperioden                                             |
| P28 - Andre luftvejssygdomme opstået i perinatalperioden                                                |
| P29 - Kredsløbssygdomme opstået i perinatalperioden                                                     |
| P35-P39 - Infektioner specifikke for perinatalperiode                                                   |
| P35 - Medfødt virusinfektion                                                                            |
| P36 - Medfødt bakteriel sepsis                                                                          |
| P37 - Andre medfødte infektiøse og parasitære sygdomme                                                  |
| P38 - Betændelse i navle hos nyfødt                                                                     |
| P39 - Andre infektioner specifikke for perinatalperioden                                                |
| P50-P61 - Blødningsforstyrrelser og hæmatologiske sygdomme hos nyfødt                                   |
| P50 - Blodtab opstået før eller under fødsel                                                            |
| P51 - Navleblødning hos nyfødt                                                                          |
| P52 - Ikke-traumatisk hjerneblødning hos nyfødt                                                         |
| P53 - Blødningstendens hos nyfødt                                                                       |
| P54 - Andre former for blødning hos nyfødt                                                              |
| P55 - Hæmolytisk sygdom hos nyfødt                                                                      |
| P56 - Universel væskeansamling hos foster ved hæmolytisk sygdom                                         |
| P57 - Kernikterus                                                                                       |
| P58 - Gulsot hos nyfødt ved anden svær hæmolyse                                                         |
| P59 - Gulsot hos nyfødt af andre og ikke specificerede årsager                                          |
| P60 - Udbredt intravaskulær koagulation hos nyfødt                                                      |
| P61 - Andre perinatale blodsygdomme                                                                     |
| P70-P74 - Forbigående hormon- og stofskifteforstyrrelser hos nyfødt                                     |
| P70 - Forbigående forstyrrelse i kulhydratomsætningen hos nyfødt                                        |
| P71 - Forbigående forstyrrelse i kalcium- og magnesiumomsætningen hos nyfødt                            |
| P72 - Andre forbigående hormonforstyrrelser hos nyfødt                                                  |
| P74 - Andre forbigående elektrolyt- og stofskifteforstyrrelser hos nyfødt                               |
| P75-P78 - Sygdomme i fordøjelsesorganer hos nyfødt                                                      |
| P75 - Mekoniumileus ved cystisk fibrose                                                                 |
| P76 - Anden form for tarmobstruktion hos nyfødt                                                         |
| P77 - Nekrotiserende tarmbetændelse hos nyfødt                                                          |
| P78 - Andre perinatale sygdomme i fordøjelsessystemet                                                   |
| P80-P83 - Sygdomme i huden og regulering af legemstemperaturen hos nyfødt                               |
| P80 - Nedsat legemstemperatur hos nyfødt                                                                |
| P81 - Andre forstyrrelser i regulation af legemstemperaturen hos nyfødt                                 |
| P83 - Andre tilstande i huden hos nyfødt                                                                |
| P90-P96 - Andre sygdomme i perinatalperiode                                                             |
| P90 - Kramper hos nyfødt                                                                                |
| P91 - Andre cerebrale forstyrrelser hos nyfødt                                                          |
| P92 - Ernæringsproblemer hos nyfødt                                                                     |
| P93 - Utilsigtet virkning af lægemidler givet til nyfødt                                                |
| P94 - Forstyrrelser i muskeltonus hos nyfødt                                                            |
| P95 - Fosterdød og dødfødt barn uden kendt årsag                                                        |
| P96 - Andre sygdomme i perinatalperioden                                                                |

| Lægevidenskab | Spire Denne artikel om lægevidenskab er en spire som bør udbygges. Du er velkommen til at hjælpe Wikipedia ved at udvide den. |